# Hylomyscus arcimontensis
Hylomyscus arcimontensis  (Carleton & Stanley, 2005) è un roditore della famiglia dei Muridi diffuso nell'Africa orientale.

## Descrizione

### Dimensioni
Roditore di piccole dimensioni, con la lunghezza della testa e del corpo tra 71 e 120 mm, la lunghezza della coda tra 100 e 172 mm, la lunghezza del piede tra 19,5 e 22 mm, la lunghezza delle orecchie tra 8,0 e 21 mm e un peso fino a 42 g.

### Aspetto
La pelliccia è corta, soffice e fine. Le parti superiori sono marroni scure, più brillanti lungo i fianchi, mentre le parti ventrali sono grigio-biancastre. Il muso e la zona intorno agli occhi è bruno-nerastra. Le orecchie sono bruno-grigiastre. Il dorso delle zampe è marrone chiaro, mentre le dita sono biancastre. La coda è più lunga della testa e del corpo, uniformemente bruno-grigiastra, ricoperta di piccoli peli che diventano più evidenti verso l'estremità. Le femmine hanno un paio di mammelle post-ascellari e 2 paia inguinali.

## Biologia

### Comportamento
È una specie arboricola.

## Distribuzione e habitat
Questa specie è diffusa nelle montagne della Tanzania nord e sud-orientale e nel Malawi settentrionale.
Vive nelle foreste montane tra 900 e 2.400 metri di altitudine.

## Conservazione
Questa specie, essendo stata scoperta solo recentemente, non è stata sottoposta ancora a nessun criterio di conservazione.